# Serapias ambigua
Serapias ambigua är en orkidéart som beskrevs av Georges Rouy och E.G.Camus. Serapias ambigua ingår i släktet Serapias och familjen orkidéer. Inga underarter finns listade i Catalogue of Life.